# Werdermannia mendocina
Werdermannia mendocina là một loài thực vật có hoa trong họ Cải. Loài này được Boelcke & Arroyo-Leuenb. miêu tả khoa học đầu tiên.